# Eugenia Tobal
María Eugenia Tobal (Ramos Mejía, La Matanza, provincia de Buenos Aires; 30 de noviembre de 1975) es una actriz, modelo, presentadora y productora argentina.

## Formación
Cuando descubrió su pasión por el arte, a los quince años, comenzó a estudiar actuación con el director y actor Carlos Moreno en Ramos Mejía, mientras terminaba sus estudios secundarios. Luego de trasladarse a Buenos Aires, realizó seminarios y entrenamiento actoral en el Teatro Municipal General San Martín, junto a prestigiosos maestros. Mientras cursaba la Licenciatura en Relaciones Públicas e Institucionales en la Universidad Argentina de la Empresa, se perfeccionó en teatro junto a Julio Ordano y se entrenó actoralmente con Luis Romero, durante varios años.
Además estudió canto junto a Claudio Garófalo y demostró inquietud por aprender todo tipo de destrezas que la profesión requiriera, desde danza hasta deportes extremos, idiomas y canto. 

## Carrera
En televisión protagonizó y participó en algunos de los programas más exitosos de las empresas Pol-ka Producciones y Canal 13 como
Gasoleros (1998-1999), Primicias (2000), Ilusiones (2000-2001), El sodero de mi vida (2001-2002), 099 Central (2002), Padre Coraje (2004), Botines (2005), Mujeres asesinas (2005-2006), Sos mi vida (2006), Mujeres de Nadie (2008), Valientes (2009-2010), Los Únicos (2011), Sos mi hombre (2012-2013) Noche y día (2014-2015).
Por su parte, en el canal Telefe protagonizó importantes ciclos como Se dice amor (2005-2006) y Al límite (2006). También protagonizó Malandras (2003) en Canal 9. Participó del ciclo Los cuentos de Fontanarrosa (2007), en Canal 7. 
En teatro protagonizó la obra Pintura fresca (2002-2003), de Beatriz Mosquera, dirigida por Patricia Palmer. Dicha labor le valió la nominación a los Premios ACE como mejor actriz de reparto en drama. En 2005 se puso en la piel de Beatriz en el clásico Don Juan, de Molière, en el Teatro Metropolitan. Siguiendo esta línea, en 2007 fue convocada por el Teatro Municipal General San Martín, para interpretar a Federico y Beatriz Rasponi en Arlequín, servidor de dos patrones (2007), de Carlo Goldoni, bajo la dirección de Alicia Zanca. Durante 2010 realizó una extensa gira junto a Arnaldo André con Quédate a desayunar, dirigida por Rodolfo Bebán. 
En cine, tuvo una pequeña participación en la película No sos vos, soy yo (2004), bajo la dirección de Juan Taratuto. Tiempo después protagonizó Yo soy sola (2008) de Tatiana Mereñuk, película que le abrió un importante camino cinematográfico. En 2010 integraría el elenco de la coproducción argentina-española Ni Dios, ni patrón, ni marido, película de época dirigida por la directora catalana Laura Mañá. En 2011 protagonizó Güelcom junto a Mariano Martínez. 
Como productora y conductora realizó con base en una idea original Rutas solidarias (2010-2011), programa emitido por Canal Encuentro. Este ciclo de documentales tuvo como objetivo hacer visible, valorar y difundir proyectos solidarios que nacen y se desarrollan en distintas partes de Argentina. Desde 2012 a 2015 condujo el programa televisivo de deporte y entretenimiento Pura Química, que emitía el canal internacional ESPN 2, junto a Germán Paoloski, Mex Urtizberea, Mariano Zabaleta y José Chatruc. 
En teatro fue directora de Gaturro, el musical, un espectáculo infantil creado por la productora SDO Entertainment de 2014 a 2015.
Como modelo, ha realizado comerciales para diferentes marcas importantes del país como Dove, Pantene, Yagmour, entre otras. Actualmente es la cara de Selú (ropa interior), Justa Osadía (zapatos), Cicatricure (cosmética), Renault (Amor al volante). También es embajadora de Ser Danone junto a LALCEC en la campaña de prevención del Cáncer de mama. Siempre está relacionada y vinculada con las tareas solidarias y es convocada por muchas ONG por su credibilidad y compromiso.
En 2016, estuvo protagonizando la obra de teatro Somos childfree y condujo unos especiales de ESPN Woman. Desde 2017 conduce Cocineros de noche emitido por la  TV Pública. En 2019 coprotagonizó: Campanas en la noche, telenovela del género thriller emitida por Telefe. A finales de 2021, y hasta febrero de 2022, conducía por El Trece el programa Hogar, dulce hogar.

## Vida personal
En mayo de 2011 se casó con el actor Nicolás Cabré luego de cuatro meses de noviazgo. En septiembre del mismo año, Tobal perdió un embarazo de dos meses, que esperaba con Cabré. En enero de 2012 se separó de Cabré, quien semanas después confirmó su relación con la actriz China Suárez. En mayo de 2012 finalizó el divorcio.
Desde 2017 se encuentra en pareja con Francisco García Ibar, con quien tiene una hija, Ema, nacida en 2019.

## Cine
| Películas                     | Películas                     | Películas           |
| Año                           | Título                        | Personaje           |
| ----------------------------- | ----------------------------- | ------------------- |
| 2000                          | El mar de Lucas               | Marisa              |
| 2004                          | No sos vos, soy yo            | Lola                |
| 2007                          | ¿Quién dice que es fácil?     | Inés                |
| 2008                          | Yo soy sola                   | Vera                |
| 2010                          | Ni dios, ni patrón, ni marido | Virginia Bolten     |
| 2011                          | Güelcom                       | Ana Venneri         |
| 2018                          | No dormirás                   | Sara                |
| 2018                          | El jardín de la clase media   | Dra. Silvina Campás |
| Cortometrajes                 |                               |                     |
| Año                           | Título                        | Personaje           |
| 2007                          | Hoy y mañana                  | Soledad             |
| 2009                          | Solos hotel                   | Malena              |
| Documentales                  |                               |                     |
| Año                           | Título                        | Personaje           |
| 2015                          | Tras la pantalla              | Ella misma          |
| Cameos y/o Breves apariciones |                               |                     |
| Año                           | Título                        | Personaje           |
| 2011                          | El destino del Lukong         | Ella misma          |
| Doblajes                      |                               |                     |
| Año                           | Título                        | Personaje           |
| 2010                          | Cuentos de la selva           | Ki                  |

## Televisión
| Ficciones       | Ficciones                          | Ficciones               | Ficciones          | Ficciones                             |
| Año             | Título                             | Canal                   | Rol                | Notas                                 |
| --------------- | ---------------------------------- | ----------------------- | ------------------ | ------------------------------------- |
| 1994            | Montaña rusa                       | Canal 13                | Modelo             | Cameo (Episodio: 178-181)             |
| 1996            | Sueltos                            | Canal 13                | Eugenia            | Participación                         |
| 1997            | De corazón                         | Canal 13                | Silvia             | Participación                         |
| 1998            | Alas, poder y pasión               | Canal 13                | Cristina           | Elenco secundario                     |
| 1998            | Gasoleros                          | Canal 13                | Fiona              | Participación                         |
| 1999            | Trillizos, dijo la partera         | Telefe                  | Layla              | Participación                         |
| 1999            | Drácula                            | América TV              | Fernanda           | 1 episodio                            |
| 2000            | Ilusiones                          | Canal 13                | Ariela             | Participación                         |
| 2000            | Primicias                          | Canal 13                | Edda Montes        | Participación                         |
| 2001            | El sodero de mi vida               | Canal 13                | Magdalena "Magda"  | Participación                         |
| 2002            | 099 Central                        | Canal 13                | Silvina Ruiz       | Elenco secundario                     |
| 2003            | Malandras                          | Canal 9                 | Rosario            | Recurrente                            |
| 2004            | Padre coraje                       | Canal 13                | Mercedes "Mecha"   | Participación                         |
| 2005            | Se dice amor                       | Telefe                  | Noel Gutiérrez     | Elenco secundario                     |
| 2005            | Amor mío                           | Telefe                  | Patricia           | Participación                         |
| 2005            | Botines                            | Canal 13                | Fernanda           | Episodio. 9: "Las mejicanas"          |
| 2005            | Mujeres asesinas 1                 | Canal 13                | Marta Odera        | Episodio. 1: "Marta Odera, monja"     |
| 2006            | Sos mi vida                        | Canal 13                | Bárbara            | Participación                         |
| 2006            | Mujeres asesinas 2                 | Canal 13                | Johanna            | Episodio. 25: "Eliana, cuñada"        |
| 2006            | Al límite                          | Telefe                  | María              | Episodio. 5: "La gente puede cambiar" |
| 2006            | Al límite                          | Telefe                  | Paula              | Episodio. 6: "Cambiar de mentalidad"  |
| 2008            | Mujeres de nadie                   | Canal 13                | Cecilia Santillán  | Protagonista (Temporada 2)            |
| 2009            | Valientes                          | Canal 13                | Andrea "Andy"      | Participación                         |
| 2009            | Dromo                              | América TV              | Romina             | Episodio. 6: "La otra puerta"         |
| 2011            | Los únicos                         | Canal 13                | Rosario Ahumada    | Protagonista, luego antagonista       |
| 2012 - 2013     | Sos mi hombre                      | Canal 13                | Gloria Calazán     | Antagonista                           |
| 2014            | Las 13 esposas de Wilson Fernández | TV Pública              | Mirtha / Silvia    | Episodio. 10: "Mirtha"                |
| 2014 - 2015     | Noche y día                        | Canal 13                | Bárbara Díaz       | Antagonista                           |
| 2018            | Rizhoma Hotel                      | Telefe                  | Madgalena "Maggie" | Episodio. 17: "Digan whisky"          |
| 2018            | Según Roxi                         | TV Pública              | Maurenne           | Recurrente                            |
| 2019            | Campanas en la noche               | Telefe                  | Griselda Ramos     | Antagonista                           |
| 2022            | Diario de un gigoló                | Netflix                 | Dolores            | Elenco secundario                     |
| 2025            | Los MacAnimals                     | Disney Channel          | Laura Connor       | Elenco secundario                     |
| Programas de TV |                                    |                         |                    |                                       |
| Año             | Título                             | Canal                   | Rol                | Notas                                 |
| 2012 - 2015     | Pura Química                       | ESPN 2                  | Coconductora       | (Temporada 3-6)                       |
| 2015            | La Novela Tuitera                  | ESPN 2                  | Psicóloga          | Segmento de ESPN Redes                |
| 2016            | Susana Giménez                     | Telefe                  | Ella misma         | Participación especial en sketch.     |
| 2017 - 2019     | Cocineros de noche                 | TV Pública              | Conductora         |                                       |
| 2020            | Diez años menos                    | Discovery Home & Health | Conductora         |                                       |
| 2021 - 2022     | Hogar, dulce hogar                 | El Trece                | Conductora         |                                       |

## Teatro
| Año         | Obra                               | Director                          | Lugar                     |
| ----------- | ---------------------------------- | --------------------------------- | ------------------------- |
| 2002 - 2003 | Pintura fresca                     | Patricia Palmer                   | Taller del ángel          |
| 2005        | Don Juan                           | Federico Olivera                  | Teatro Metropolitan       |
| 2007        | Arlequín, servidor de dos patrones | Alicia Zanca                      | Teatro de la Ribera       |
| 2010        | Quédate a desayunar                | Rodolfo Bebán                     | Gira                      |
| 2011        | Los Únicos                         | Marcos Carnevale                  | Teatro Ópera              |
| 2014        | Los amantes del cuarto azul        | Eloísa Tarruella                  | Teatro Nacional Cervantes |
| 2016        | Somos childfree                    | Mauricio Dayub y Marcos Carnevale |                           |
| 2019        | Siete años                         | Nelson Valante                    |                           |
| 2024        | Radojka                            | Diego Rinaldi                     |                           |

## Dirección teatral
| Año       | Obra                |
| --------- | ------------------- |
| 2014-2015 | Gaturro, el musical |

## Reconocimientos
| Año  | Premios               | Categoría                        | Programa      | Resultado |
| ---- | --------------------- | -------------------------------- | ------------- | --------- |
| 2003 | Premios Martín Fierro | Actriz Revelación                | 099 Central   | Nominada  |
| 2010 | Premios Martín Fierro | Mejor Actriz de Reparto en Drama | Valientes     | Nominada  |
| 2013 | Premios Martín Fierro | Mejor Actriz de Reparto          | Sos mi hombre | Nominada  |